# Ğ (слово латинице)
Ğ ğ (Ğ ğ; искошено: Ğ g) је слово латинице. Зове се G са бревом. Налази се у турском и азерском писму, као и у латиничном писму Зазаки, Лаз, кримскотатарски, татарски и казашки језик. Традиционално је представљао звучни веларни фрикатив /ɣ/ или звучни увуларни фрикатив /ʁ/.  Међутим, у турском језику фонема је у већини случајева сведена на нечујно слово, које служи као продужавач самогласника.

## Турски језик
На турском, ⟨г⟩ (понекад представљено са ⟨ɰ⟩ ради погодности) је познато као yumusak ge ([јumuʃak ɟe]; меко г) и девето је слово турске абецеде. Увек следи самогласник и може се упоредити са blødt ge (меко г) на данском.  Слово служи као прелаз између два самогласника, пошто се не јављају узастопно у матерњим турским речима (у позајмљеним речима понекад могу бити одвојене глоталним стопом, нпр. cemaat, што се може изговарати или као [дʒеˈма.атʲ] или  [дʒеˈмаʔатʲ])
Обично нема сопствени звук, а његов ефекат варира у зависности од његове локације у речи и околних самогласника.

## Татарски језик
Татарски језик се углавном пише ћирилицом, али је у употреби и писмо засновано на латиници. У абецеди, Ğ представља /ʁ/, звучни увуларни фрикатив.

## Казашки језик
Тренутни предлог казашког латиничног писма, који је последњи пут ажуриран у марту 2021. и који је наручио Токајев, користи Ğ да замени казашко ћирилићко Ғ,  које представља IPA /ʁ/.
У ранијем предлогу за 2020. годину, уместо тога је наведено Ǵ, али је замењено након критике јавности.

## Рачунарски кодови
| Знак                      | Ğ                                 | Ğ                                 | ğ                               | ğ                               |
| ------------------------- | --------------------------------- | --------------------------------- | ------------------------------- | ------------------------------- |
| Назив у Уникоду           | LATIN CAPITAL LETTER G WITH BREVE | LATIN CAPITAL LETTER G WITH BREVE | LATIN SMALL LETTER G WITH BREVE | LATIN SMALL LETTER G WITH BREVE |
| Врста кодирања            | децимална                         | хексадецимална                    | децимална                       | хексадецимална                  |
| Уникод                    | 286                               | U+011E                            | 287                             | U+011F                          |
| UTF-8                     | 196 158                           | C4 9E                             | 196 159                         | C4 9F                           |
| Нумеричка референца знака | &#286;                            | &#x11E;                           | &#287;                          | &#x11F;                         |
| ISO 8859-3                | 171                               | AB                                | 187                             | BB                              |
| ISO 8859-9                | 208                               | D0                                | 240                             | F0                              |

## Слична слова
• Ғ ғ
• Г г
• G g
• Ǵ ǵ